# アイリス・バリー
アイリス・バリー（Iris Barry, 1895年 - 1969年）は、イギリス出身のアメリカ合衆国の映画批評家、キュレーターである。ニューヨーク近代美術館（MoMA）の映画部門の創設者として知られる。第1回カンヌ国際映画祭の審査員を務めた。

## 人物・来歴
1895年（明治28年）、イギリスに生まれる。
イギリスで教育を受け、同国の最初の女性映画批評家のひとりとなった。28歳を迎える1923年（大正12年）から、35歳となる1930年（昭和5年）までの間、同国の週刊誌「ザ・スペクテイター」に執筆し、1926年（大正15年）から1930年までは、タブロイド紙「デイリー・メール」の映画欄の編集者であった。当時の代表的な著作は、映画紹介のための大衆的書物『Let's Go to the Pictures』（1926年）である。映画を社会学や神話学、ジャンルといった切り口で語った、初期の提唱者である。
1935年（昭和10年）、40歳のころに渡米し、1929年（昭和4年）に開館したニューヨーク近代美術館（MoMA）のキュレーターとなった。同美術館に映画研究部門を創設し、フィルム・アーカイヴィング、映画関係書籍のライブラリー、映画の流通プログラムを備えた。1940年（昭和15年）には、D・W・グリフィスについての学術的古典『D. W. Griffith: American Film Master』を著し、同著作はMoMAから出版された。
第二次世界大戦終結後の1946年（昭和21年）、51歳になるころ、フランスのカンヌで初めて開かれたカンヌ国際映画祭の初代審査員のひとりにアメリカ代表として選出された。アメリカの日刊紙「ニューヨーク・ヘラルド・トリビューン」のレギュラー書評家も務めた。
1969年（昭和44年）、ニューヨークで死去した。満73-74歳没。

## ビブリオグラフィ
著書
- Let's Go to the Pictures, Ed; Ayer Co Pub, 1926 / 1972 ISBN 0405039115
- D. W. Griffith: American Film Master, Ed; MoMA, 1940 / 2002 ISBN 0810962284
- Seven Guests of Fear, Ed; Robert Hale Ltd., 1970 ISBN 070911172X1970
- The Unprotected, Ed; Remploy, 1974 ISBN 070660542X
- Discovering Archaeology, Ed; Longman, 1980 ISBN 0582390915

訳書
- Maurice Bardèche, Robert Brasillach, The History of Motion Pictures, Ed; Kessinger Pub Co., 2007 ISBN 1432530410

## 関連事項
- 第1回カンヌ国際映画祭
- ザ・スペクテイター (The Spectator)
- ニューヨーク・ヘラルド・トリビューン （en:New York Herald Tribune）
- モーリス・バルデーシュ （Maurice Bardèche）
- ロベール・ブラジラーシュ （Robert Brasillach）